# Original Sin (álbum de INXS)
Original Sin es un álbum de versiones de la banda australiana INXS, publicado el 16 de noviembre de 2010 por Epic Records, Atco Records y Polydor después de haber sido lanzado digitalmente el 28 de octubre del mismo año. Es el último álbum de estudio de la banda y contiene reversiones de canciones clásicas, cada una de ellas cantada por un vocalista invitado. J. D. Fortune, ganador del concurso televisivo Rock Star: INXS y cantante en el álbum Switch de 2005, fue el vocalista invitado en la canción "The Stairs", siendo esta su última contribución al grupo antes de su marcha en 2011.

## Historia
Descrito como un álbum tributo por los miembros de la banda, el disco incluye nuevas grabaciones de canciones de INXS. "Hemos reinventado estas canciones. Algunas han sido hechas por una orquesta, algunas [están] simplificadas y algunas pistas pueden llevarte [un tiempo] reconocer de qué se trata", dijo Jon Farriss.
Una revisión en la revista QRO le dio al álbum una calificación de 5/10. El álbum se ubicó en el número 49 en las listas australianas.
El álbum fue reeditado en 2011 por Atco Records para el mercado estadounidense. Esta edición presenta una versión alternativa de la pista cuatro "Never Tear Us Apart", el dueto vocal y lírico francés entre Ben Harper y Mylène Farmer es reemplazado por la voz solista de Harper.

## Listado de canciones
El álbum está disponible en disco compacto.
Edición original en CD
| Original Sin |                                                        |                                                                                               |          |  |
| N.º          | Título                                                 | Escritor(es)                                                                                  | Duración |  |
| 1.           | «Drum Opera»                                           | Jon Farriss                                                                                   | 2:56     |  |
| 2.           | «Mediate (con Tricky)»                                 | Andrew Farriss                                                                                | 4:08     |  |
| 3.           | «Original Sin (con Rob Thomas y DJ Yaleidys)»          | Andrew Farriss y Michael Hutchence                                                            | 4:20     |  |
| 4.           | «Never Tear Us Apart (con Ben Harper y Mylène Farmer)» | Andrew Farriss y Michael Hutchence. Letra en francés de Mylène Farmer                         | 3:57     |  |
| 5.           | «Beautiful Girl (con Pat Monahan)»                     | Andrew Farriss                                                                                | 4:08     |  |
| 6.           | «New Sensation (con Deborah De Corral)»                | Andrew Farriss y Michael Hutchence                                                            | 3:42     |  |
| 7.           | «Just Keep Walking" (con Dan Sultan)»                  | Andrew Farriss, Tim Farriss, Jon Farriss, Michael Hutchence, Garry Gary Beers y Kirk Pengilly | 2:42     |  |
| 8.           | «Mystify (con Loane y John Mayer)»                     | Andrew Farriss y Michael Hutchence                                                            | 5:49     |  |
| 9.           | «To Look at You (con Kav Temperley)»                   | Andrew Farriss                                                                                | 3:59     |  |
| 10.          | «Kick (con Nikka Costa)»                               | Andrew Farriss y Michael Hutchence                                                            | 5:10     |  |
| 11.          | «Don't Change (con Andrew Farriss y Kirk Pengilly)»    | Andrew Farriss, Tim Farriss, Jon Farriss, Michael Hutchence, Garry Gary Beers y Kirk Pengilly | 4:15     |  |
| 12.          | «The Stairs" (con J.D. Fortune)»                       | Andrew Farriss y Michael Hutchence                                                            | 4:31     |  |

### Edición limitada
La edición limitada incluye dos temas adicionales.

| temas adicionales |                                                 |                                                                                               |          |  |
| N.º               | Título                                          | Escritor(es)                                                                                  | Duración |  |
| 1.                | «Love Is (What I Say) (con J.D. Fortune)»       | Andrew Farriss, Tim Farriss, Jon Farriss, Michael Hutchence, Garry Gary Beers y Kirk Pengilly | 3:50     |  |
| 2.                | «Never Tear Us Apart (Orchestral Instrumental)» | Andrew Farriss y Michael Hutchence                                                            | 3:50     |  |

### Edición limitada australiana
La edición australiana y la de iTunes incluye un tema adicional.

| temas adicionales |                                               |                                    |          |  |
| N.º               | Título                                        | Escritor(es)                       | Duración |  |
| 1.                | «Devil Inside (con Ben Harper & Nikka Costa)» | Andrew Farriss y Michael Hutchence | 3:50     |  |

## Relación de ediciones
Álbum Original Sin
| Formato | Región         | Sello           | Nº de catálogo | Fecha                                |
| CD      | Australia      | Petrol Electric | PE009          | 2010                                 |
| CD      | Australia      | Petrol Electric | PE009X         | 2010 (edición limitada 13 canciones) |
| CD      | Canadá         | Sony Music      | 88697793982    | 2010                                 |
| CD      | Europa         | Polydor         | 275 727 0      | 2010                                 |
| CD      | Estados Unidos | Petrol Electric | RH2-527003     | 2011                                 |
| CD      | Brasil         | Radar Records   | RAD 4164       | 2011                                 |

## Créditos
- Garry Gary Beers – bajo
- Andrew Farriss – guitarra, teclados
- Jon Farriss – percusión, batería
- Tim Farriss – guitarra
- Kirk Pengilly – guitarra, saxofón, voz